# Magyar nyúlfarkfű
A  magyar nyúlfarkfű (Sesleria hungarica), a perjeformák (Pooideae) nyúlfarkfű (Sesleria) nemzetségének egyik, a Kárpát-medencében endemikus faja. 
Előfordulás: Bükk (a terület régi, szűkebb jelentésében), Upponyi-hegység.

## Származása, élőhelye
Mészkedvelő, hegyvidéki, bennszülött faj. Mészkő- és dolomitsziklagyepek, sziklafüves lejtők, sziklai bükkösök (tölgyelegyes változatával együtt), hársas-berkenyés sziklaerdők, nyúlfarkfüves dolomittölgyesek, ritkábban hárs-kőris sziklaerdők, melegkedvelő tölgyesek, bokorerdők, lejtősztyeprétek növénye.

## Leírása
Az erdélyi nyúlfarkfűhöz nagyon hasonló, de annál erőteljesebb, magasabbra (-70 cm) növő faj.
Tőlevelei szélesek (5-7mm) világos középérrel és szegéllyel. Bugája kezdetben liláskék színű, nem karéjos.
Toklászai 5–6 mm-esek, a toklász középső szálkája majdnem félakorra. Pelyvái 6 mm hosszúak.
Virágzása március közepe, május eleje.